# دریاچه رزازه
دریاچه رزازه یا دریاچه نمک (انگلیسی: Lake Milh) دریاچه‌ای است در غرب کربلا در عراق.

این دریاچه میان استان های کربلا و الانبار واقع گردیده است. دریاچه رزازه دومین دریاچه بزرگ کشور عراق است.